# Alegorija vere
Alegorija vere, znana tudi kot Alegorija katoliške vere, je nizozemska slika zlate dobe Jana Vermeerja iz okoli 1670–1672. Od leta 1931 je v Metropolitanskem muzeju umetnosti v New Yorku.
To in Umetnost slikanja sta njegovi edini deli, ki v sodobni žanrski hierarhiji sodita med zgodovinsko slikarstvo, a imata še vedno zanj značilno kompozicijo ene ali dveh figur v domačem interierju. Obema je skupnih več značilnosti: perspektiva je skoraj enaka, na levi strani vsake slike pa je večbarvna tapiserija, povlečena v levo, da razkrije prizor. Umetnost slikanja uporablja tudi simboliko Cesareja Ripe Klio, muze zgodovine. Vermeerjevo Ljubezensko pismo uporablja podobno pozlačeno ploščo. Alegorija in Umetnost slikanja se po slogu in namenu izrazito razlikujeta od drugih Vermeerjevih del.

## Opis
Na sliki je upodobljena ženska v fini beli in modri satenasti obleki z zlatimi obrobami. Sedi na ploščadi, ki je stopničko višja od črno-belih marmornih tal, z desno nogo na zemeljskem globusu in z desno roko na srcu, medtem ko z oboževanjem gleda navzgor v stekleno kroglo, ki s stropa visi na modrem traku. Njena leva roka počiva na robu mize, na kateri so zlat kelih, velika knjiga in razpelo iz temnega lesa. Za razpelom je zaslon iz pozlačenega usnja. Pod knjigo je dolg kos blaga, verjetno duhovnikova štola. Na vrhu knjige počiva trnova krona. Vsi ti predmeti so na ploščadi, ki je prekrita z zeleno-rumeno preprogo, katere rob je na tleh. Na dnu slike, bližje gledalcu, je jabolko, še bližje pa kača, ki jo je stisnil vogelni kamen. Na temni, oddaljeni steni za žensko je obešena velika slika Kristusovega križanja. Na levi strani gledalca je večbarvna tapiserija, ki je na dnu potegnjena nazaj in je gledalcu navidezno najbližja stvar na sliki. Stol z modro krpo na njem je takoj pod in za tapiserijo ter levo od kače in vogelnega kamna.

## Ikonografija

### IzIconologiaCesareja Ripe
Vermeerjeva ikonografija na sliki je v veliki meri vzeta iz Iconologie Cesareja Ripe, knjige emblemov (zbirke alegoričnih ilustracij s spremljajočimi morali ali pesmimi na moralno temo), ki jo je leta 1644 v nizozemščino prevedel D. P. Pers. Umetnik je uporabil različne simbole, ki jih je Ripa opisal in ilustriral v svoji knjigi, skupaj s simboli, vzetimi iz drugih knjig in tradicij. Dve od štirih alegoričnih figur vere (»Fede. Geloof« in »Fede Catholica. Catholijck of algemeen Geloof«), podane v Ripini knjigi, predstavljata številne simbole na sliki, vključno z barvo ženskih oblačil, gesto roke, in prisotnost zdrobljene kače in jabolka.
Ripa v svoji knjigi navaja, da je vera najpomembnejša vrlina. Ena slika v knjigi jo prikazuje kot žensko, oblečeno v belo (kar pomeni svetlobo in čistost) in modro (kar se nanaša na nebesa, kot navaja Ripa v drugem besedilu). Roka Vere na njenih prsih simbolizira, da vrlina počiva v njenem srcu. Kristus je upodobljen v vogelnem kamnu, ki zdrobi kačo (simbol Hudiča), jabolko (sad, ki ga je Eva dala Adamu) pa predstavlja izvirni greh, ki je v krščanskem nauku zahteval žrtev Odrešenika. Ripa opisuje Vero kot »ima svet pod svojimi nogami«, Vermeer pa je simbol uporabil precej dobesedno in prikazal zemeljsko kroglo pod desno nogo ženske. (Globus z značilno kartušo (okrasno oznako) je bil identificiran kot tisti, ki ga je izdelal Hendrick Hondius).

### Iz drugih virov
Ripa ne omenja križa, slike križanja in steklene krogle, Vermeer pa je spremenil nekaj ikonografije, ki jo je podal Ripa: namesto Ripinega predloga, naj Vera drži kelih in roko nasloni na knjigo, jih je Vermeer položil na mizo poleg nje. Po besedah Arthurja K. Wheelocka ml., akademika Univerze v Marylandu in kustosa Vermeerjeve razstave v Narodni galeriji umetnosti v Washingtonu, je to »sklop, ki daje podobi evharistični značaj, ki ga besedilo ne najdemo«. S postavitvijo zlatega keliha na temno ozadje okvirja slike in temnega razpela na pozlačeno usnjeno ozadje dobijo elementi na sliki večji poudarek. Wheelock, ki se sklicuje na svojega kolega akademika na Univerzi v Marylandu, Quinta Gregoryja, verjame, da rahlo prekrivanje keliha in zlatega ozadja razpela »lahko simbolično nakazuje bistveno vlogo evharistije pri premoščanju fizičnega in duhovnega sveta«, zelo katoliška ideja. Selena Cant imenuje dejstvo, da knjiga, kelih in razpelo skupaj predstavljajo katoliško mašo.
Poza ženske (roka na srcu in dvignjene oči) je podobna Ripovi podobi Teologije. Poza je bila neobičajna v nizozemski umetnosti, vendar je Vermeer veljal za strokovnjaka za italijansko slikarstvo, v katerem je bila podoba pogosto uporabljena (zlasti podoba Guida Renija [1575–1642], čigar dela so bila takrat v lasti na Nizozemskem). Wheelock verjame, da je velika knjiga, ki ima kovinsko zaponko, Sveto pismo, vendar Metropolitanski muzej umetnosti na svoji spletni strani navaja, da je knjiga morda katoliški Missale Romanum.
Ikonografija slike ni samo katoliška, ampak nekateri verjamejo, da je nanjo močno vplivala jezuitska ideja. Če se oddaljimo od Ripine aluzije na zgodbo o Abrahamu in Izaku (zgodba iz Stare zaveze, ki naj bi napovedovala zvesto žrtvovanje Kristusa na križu), Vermeer namesto tega uporabi podobo samega Križanja – podobo, ki je bila draga jezuitom. Vermeer je uporabil Križanje, sliko iz leta 1620 Jacoba Jordaensa (1593–1678). Slikar je morda imel kopijo slike. (To je lahko »velika slika, ki prikazuje Kristusa na križu«, opisana v popisu njegovega gospodinjstva ob njegovi smrti. Na tej sliki sta morda še dva predmeta v popisu: »z zlatom okrašeno usnje na steni« njegovega doma kuhinja in »razpelo iz ebenovinskega lesa«).
Drugi jezuitski vpliv na sliki naj bi bila steklena krogla, v katero ženska upira oči. Po mnenju Eddyja De Johgha se zdi, da ga je Vermeer vzel iz knjige emblemov jezuita Willema Hesiusa iz leta 1636 Emblemata sacra de fide, spe, charitate. V emblemu Capit Quod Non Capit je prikazan krilati deček, simbol duše, ki drži kroglo, ki odseva bližnji križ in sonce. V pesmi, ki spremlja emblem, Hesius navaja, da je sposobnost krogle, da odseva svet, podobna sposobnosti uma, da verjame v Boga. Selena Cant je zapisala, da je krogla »simbol človeškega uma in njegove sposobnosti, da odseva in vsebuje neskončnost«.
Ženska biserna ogrlica se po Cantu verjetno nanaša na bisere kot starodavne simbole nedolžnosti. Na njeni obleki ni nobenega vira svetlobe, kar morda kaže na to, da jo osvetljuje notranja razsvetljava - gledalcu je močan znak, da je po Walterju Liedtkeju ne gre obravnavati kot posameznika, ampak kot simbol.

## Sprejem
Številni umetnostni zgodovinarji so sliko imeli za eno manj uspešnih Vermeerjevih del. Cant, na primer, jo imenuje »težja, bolj krhka, manj prepričljiva. Sama Vera se zdi neudobna: lepo oblečena se zdi preveč posvetna, da bi bila duhovni simbol, preveč trdna, da bi bila videti prevzeta, intimnost preveč vsiljena in njen izraz preveč umeten.«
Po besedah Wheelocka so »[I]konografske zahteve te teme obremenile verodostojnost njegovega realističnega pristopa. Čeprav je bistvenega pomena za simbolično vsebino slike, se ekstatična poza ženske in zmečkane kače zdi neskladna v tem nizozemskem okolju.« Walter Liedtke je ugovarjal Wheelockovi trditvi s trditvijo, da je umetnik ubral zelo realističen pristop predvsem pri upodabljanju zemeljske oble in odsevov v stekleni krogli. Namesto tega je po besedah Liedtkeja sliko najbolje primerjati s sodobnimi nizozemskimi slikami, ki prikazujejo abstraktne koncepte, vključno z Alegorijo miru Adriaena Hannemana (1664; še vedno na mestu v Eerste Kamer v Binnenhofu), histrionsko sliko, ki prikazuje, kako zadržan je bil Vermeer pri tem delu; in Alegorija nesmrtne slave umetnosti, ki premaga čas in zavist Karla Dujardina (1675; Zgodovinski muzej, Bamberg); Triumf pravice Gabriela Metsuja (pozno 1650; Mauritshuis, Haag); Oznanjenje Adriaena van de Veldeja (1667; Rijksmuseum, Amsterdam) kot tudi dela Van Honthorsta in zgodnja dela De Lairessa.

## Izvor
Vermeerjeva domiselna uporaba simbolike na sliki Wheelocku nakazuje, da slikar ni dobil posebnih navodil glede alegorije, ampak je sam izbral različne elemente. Prvotni lastnik ni znan, vendar je bil morda katolik v Delftu, verjetno jezuiti v mestu. Spletna stran Metropolitanskega muzeja umetnosti navaja: »To pozno delo je zagotovo naročil mecen, ki je bil učen in pobožen.«
Slika je bila ena od tistih, ki očitno niso bila med 21 deli umetniške zbirke Vermeerjevega glavnega pokrovitelja Pietra Claesza van Ruijvena (1624–1674) in je bila prodana na dražbi pri prodaji Dissiusa leta 1696. Njen prvi znani lastnik je bil Herman Stoffelsz van Swoll (1632–1698), poštni uradnik in protestant. Da je bil Swoll seznanjen z zbiranjem umetnin, pove podatek, da je bil leta 1656 svat na njegovi poroki slavni zbiratelj Gerrit Reynst. Leto po Swollovi smrti, leta 1699, je bila slika prodana na dražbi v Amsterdamu skupaj z drugimi deli v Swollovi zbirki (ki je vključevala italijanska dela). Prodajni katalog je delo opisal kot Sedečo žensko z globokim pomenom, ki prikazuje Novo zavezo in tudi navedel, mogočno in žareče naslikano. Potem ko je nekaj časa preživela v neznani zbirki, je bila slika (opisana kot upodobitev Nove zaveze) leta 1718 prodana na dražbi, ponovno v Amsterdamu. Ponovno je bila na dražbi leta 1735 (opisana kot »umetno in natančno poslikana«) in v prodaji Ietswaart leta 1749 (opisan kot »tako dober kot Eglon van der Neer«). Mešano bogastvo Vermeerjevega slovesa v 18. stoletju lahko vidimo v cenah, plačanih za sliko na teh različnih dražbah: 400 f leta 1699; f500 leta 1718; f53 leta 1735; f70 leta 1749).
Do začetka 19. stoletja je slika očitno našla pot v Avstrijo, kjer je bila upodobljena v ozadju portreta kartografa in njegove žene Ferdinanda Georga Waldmüllerja leta 1824 (zdaj v Westfälisches Landesmuseum, Münster). Atlasi, upodobljeni na tej sliki, vsebujejo zemljevide predvsem Vorarlberga in Tirolske na zahodnem koncu Avstrije, tako da je bila slika morda na tem območju, pravi Wheelock. Ob koncu stoletja je bila slika (takrat pomotoma pripisana Eglonu van der Neerju) del zbirke Ilje Ostrouhova (in pozneje Dmitrija Ščukina) v Moskvi, zaradi česar je bila četrti Vermeer v lasti Rusov v tistem času. Leta 1899 ga je prodajalec Wächtler dal v prodajo v Berlinu. Tistega leta ga je kupil Abraham Bredius za približno 700 nemških mark. Takratni nizozemski časopis je Brediusa pohvalil za nakup: »S to pridobitvijo novega Delft Vermeerja, Nove zaveze, kot Eglona van der Neerja, je dr. našel kupčijo s svojim pronicljivim očesom.« Bredius je nato delo posodil Mauritshuisu, kjer je ostalo naslednjih 24 let, do leta 1923, ko ga je Bredius dal muzeju Boijmans Van Beuningen v Rotterdamu za dolgoročno izposojo.
Brediusu delo ni bilo všeč in ga je (leta 1907) označil za »velikega, a neprijetnega Vermeerja«. Leta 1928 ga je prek trgovca Kleinbergerja prodal Michaelu Friedsamu v New Yorku, ki ga je leta 1931 kot del Friedsamove zbirke zapustil Metropolitanskemu muzeju umetnosti, kjer je tudi ostal.